# Molesworth (Cambridgeshire)
Pour les articles homonymes, voir Molesworth.
Molesworth est un village du Cambridgeshire, en Angleterre.